# Đạo luật Sarbanes-Oxley
Đạo luật Sarbanes-Oxley, còn được biết với tên Đạo luật Sarbox là một trong những luật căn bản của nghề kế toán, kiểm toán, được ban hành tại Hoa Kỳ năm 2002.
Mục tiêu chính của Đạo luật này nhằm bảo vệ lợi ích của các nhà đầu tư vào các công ty đại chúng bằng cách buộc các công ty này phải cải thiện sự đảm bảo và tin tưởng vào các báo cáo, các thông tin tài chính công khai.

## Sáu nội dung chính của Đạo luật Sarbanes-Oxley[1]
1. Các CEO và CFO đều phải ký vào và cam kết đảm bảo về tính chính xác trong các báo cáo tài chính mà công ty công bố trước công chúng đầu tư. Các báo cáo này phải đảm bảo thể hiện trung thực nhất các kết quả hoạt động của công ty. Nếu thông tin sai, các vị này có thể phải ngồi tù.
2. Các công ty phải lập ra Ban giám sát Kế toán của công ty mình trong đó có thẩm quyền đặc biệt quan trọng chưa từng có trước đó là giám sát công tác và các công ty làm kiểm toán cho công ty đó. Một loạt quy định và tiêu chuẩn mới cũng được đưa ra.
3. Ban giám đốc không được trực tiếp quyết định về số phận của các công ty kiểm toán làm hợp đồng với họ mà quyền đó thuộc về một Ban Kiểm toán của công ty. Ban này sẽ quyết định thuê, không thuê, sa thải - không sa thải, chấm dứt hay không chấm dứt hợp đồng với các công ty kiểm toán đó.
4. Các công ty kiểm toán bị rút bớt quyền cung cấp dịch vụ cho khách hàng kiểm toán của họ để đảm bảo họ không bị các lợi ích làm lung lay. Các dịch vụ này phải do các công ty khác cung cấp.
5. Trong bộ báo cáo hàng năm phải có một Báo cáo kiểm soát nội bộ trong đó thể hiện các vấn đề liên quan đến công tác kiểm toán một cách khá toàn diện. Báo cáo này phải có chứng thực của công ty kiểm toán.
6. Đạo luật đưa ra các hình phạt rất nghiêm khắc nếu vi phạm các quy định về kiểm toán với các tội danh như phá hủy tài liệu có thể bị tuyên án đến 20 năm tù.

## 6 tỷ USD trả giá cho Đạo luật
Đạo luật Sarbanes-Oxley có một đoạn văn nổi tiếng chỉ có vỏn vẹn 169 từ nhưng mỗi năm đã ngốn của các công ty đang niêm yết ở Hoa Kỳ khoảng 6 tỷ USD . Đó là phần 404 của Đạo luật trong đó quy định rằng bộ báo cáo hàng năm phải có Báo cáo kiểm soát nội bộ và báo cáo này phải có chứng thực của công ty kiểm toán.
Ước tính chỉ 1.000 công ty lớn đang niêm yết ở Hoa Kỳ đã phải trả khoản phí để thực hiện điều khoản này hàng năm lên đến 6 tỷ USD. Ngành kiểm toán đột nhiên có vô số công ăn việc làm, nghề kiểm toán trở nên vô cùng thịnh vượng..

## Vị thế mới của cáckiểm toán viên
Các quy định khắt khe của Đạo luật Sarbanes-Oxley được đặt ra sau sự kiện Enron và WorldCom sụp đổ. Tuy nhiên, dưới áp lực của nhiều giới, các điều luật đã được giảm nhẹ đi hoặc loại bỏ vài điểm tác hại đối với các công ty niêm yết trên thị trường chứng khoán New York. Quan điểm này sau đó cũng đã được nhiều nhà làm luật chấp nhận.
Sau hậu quả của những vụ bê bối dính đến kiểm toán và phản ứng của cả thế giới, các kiểm toán viên và kế toán viên bây giờ không những không bị hạ bệ mà nhờ Đạo luật này, họ được đặt làm vai trò trung tâm trong các công ty. Họ không còn là những nhân vật ít được công chúng biết tới nữa. Giờ đây, kiểm toán viên và kế toán viên được đặt trong vị trí nổi bật hơn bao giờ hết; và các hoạt động và ứng xử của họ có ảnh hưởng quan trọng đến thực trạng không chỉ của một công ty mà thậm chí của cả một quốc gia.